# Neopomacentrus sindensis
Neopomacentrus sindensis és una espècie de peix de la família dels pomacèntrids i de l'ordre dels perciformes.

## Morfologia
Els mascles poden assolir els  cm de longitud total.

## Distribució geogràfica
Es troba al Golf Pèrsic i al Mar d'Aràbia.